# Elina Kallionidou
Elina Kallionidou (Préveza, 18 de septiembre de 1998) es una artista marcial mixta griega que compite en la división de peso mosca de Bellator MMA.
Es excampeona del peso gallo de Cage Survivor y cinturón azul de jiu-jitsu brasileño.
Atleta del Armagos Gym, entrenó con los hermanos Costa y Giorgos Armagos, llevando para Grecia la primera victoria del país heleno en la promoción.

## Récord en artes marciales mixtas
| Resultado | Récord | Oponente            | Método                   | Evento                                  | Fecha                   | Ronda | Tiempo | Localización |
| --------- | ------ | ------------------- | ------------------------ | --------------------------------------- | ----------------------- | ----- | ------ | ------------ |
| Derrota   | 9–6    | Maritza Sanchez     | Decisión (unánime)       | Combate Global: Sanchez vs. Kallionidou | 9 de diciembre de 2023  | 3     | 5:00   | Doral        |
| Derrota   | 9–5    | Jena Bishop         | Decisión (unánime)       | Bellator 291                            | 25 de febrero de 2023   | 3     | 5:00   | Dublín       |
| Victoria  | 9–4    | Kate Jackson        | TKO (puñetazos)          | Bellator 281                            | 13 de mayo de 2022      | 2     | 4:53   | Londres      |
| Victoria  | 8–4    | Petra Castkova      | Sumisión (heel hook)     | Bellator 267                            | 1 de octubre de 2021    | 1     | 2:07   | Londres      |
| Derrota   | 7–4    | Bec Rawlings        | Decisión (unánime)       | Bellator 240                            | 22 de febrero de 2020   | 3     | 5:00   | Dublín       |
| Derrota   | 7–3    | Bruna Ellen         | Decisión (unánime)       | Bellator 224                            | 12 de julio de 2019     | 3     | 5:00   | Thackerville |
| Victoria  | 7–2    | Qihui Yan           | TKO (puñetazos)          | WKG & M-1 Challenge 100                 | 26 de enero de 2019     | 1     | 4:00   | Harbin       |
| Victoria  | 6–2    | Barbara Nalepka     | Sumisión (bulldog choke) | Ladies Fight Night 8                    | 16 de diciembre de 2017 | 2     | 1:18   | Łódź         |
| Derrota   | 5–2    | Anastasia Yankova   | Decisión (unánime)       | Bellator 176                            | 8 de abril de 2017      | 3     | 5:00   | Turín        |
| Derrota   | 5–1    | Sinead Kavanagh     | Decisión (unánime)       | Bellator 169                            | 16 de diciembre de 2016 | 3     | 5:00   | Dublín       |
| Victoria  | 5–0    | Dora Kalpakidou     | TKO (retiro)             | Cage Survivor 5                         | 11 de junio de 2016     | 1     | 5:00   | Atenas       |
| Victoria  | 4–0    | Foteini Kromida     | Decisión (unánime)       | Cage Survivor 4                         | 4 de julio de 2015      | 5     | 5:00   | Atenas       |
| Victoria  | 3–0    | Roxane Teixeira     | Decisión (unánime)       | Cage Survivor 4                         | 4 de julio de 2015      | 3     | 5:00   | Atenas       |
| Victoria  | 2–0    | Gianna Mpounia      | TKO (puñetazos)          | Cage Survivor 3                         | 18 de enero de 2015     | 2     | 3:17   | Atenas       |
| Victoria  | 1–0    | Despina Panagiotara | TKO (puñetazos)          | EFL 3                                   | 28 de diciembre de 2014 | 1     | 4:00   | Atenas       |